# Bobby (rapper)
Đây là một tên người Triều Tiên, họ là Kim.
Kim Ji-won (Hangul: 김지원, sinh ngày 21 tháng 12 năm 1995), được biết đến với nghệ danh Bobby (Hangul: 바비), là một rapper, ca sĩ, nhạc sĩ, nhà sản xuất âm nhạc người Hàn Quốc, thành viên của nhóm nhạc nam Hàn Quốc iKON và quán quân của cuộc thi rap Show Me the Money mùa thứ 3 do Mnet sản xuất.

## Tiểu sử
Bobby sinh ra ở Seoul, Hàn Quốc và lớn lên tại Virginia, Mỹ. Tháng 1 năm 2011, Bobby quay trở lại Hàn Quốc sau khi trúng tuyển làm thực tập sinh của YG qua buổi thử giọng tại New York.

## Sự nghiệp
Bobby lần đầu được ra mắt trước công chúng thông qua chương trình "WIN: Who Is Next?" (Chương trình là cuộc thi giữa các thực tập sinh nam của YG Ent để giành quyền ra mắt chính thức dưới tên WINNER). Team B (Team của Bobby) đã thua Team A và đánh mất cơ hội được ra mắt.
Sau khi kết thúc WIN, Bobby đã có may mắn được xuất hiện trong MV "Ringa Linga" của Taeyang. Anh cũng tham gia viết lời cho ca khúc chủ đề, nằm trong album ra mắt của WINNER (Winner's 2014 S/S) "Empty" (Sáng tác bởi thành viên iKON B.I). Ca khúc được phát hành cùng với album ngày 12 tháng 8.
Tháng 5 năm 2014 Bobby hoàn thành xuất sắc phần thi loại của "Show Me The Money 3". Như một thí sinh, anh đã chọn vào đội của Dok2 và The Quiett "Illionaire" thuộc Illionaire Records. Tất cả các ca khúc của Bobby trong chương trình đều được phát hành nhạc số và đạt được vị trí cao trên các bảng xếp hạng. Trong trận chung kết của "Show Me The Money 3" Bobby đã đánh bại 2 rapper khác là Iron và Vasco để giành ngôi vị quán quân. Chiến thắng này mang lại cho anh một khoản tiền trị giá $100,000 cùng cơ hội tổ chức một concert đặc biệt và phát hành một album.
Vào ngày 13 tháng 9 năm 2014, Bobby tham gia concert "11:11" cùng với Dok2, The Quiett, và Beenzino. Tháng 10 năm 2014, Bobby hợp tác cùng Beenzino, Verbal Jint, B.I, và Song Min Ho trong ca khúc "Born Hater" của Epik High. Đầu tháng 11 năm 2014, anh cùng Hi Suhyun (Nhóm nhỏ của Lee Hi và Lee Suhyun từ Akdong Musician) cho ra mắt ca khúc "I'm Different". Đến cuối tháng 11, Bobby lại góp mặt trong single "Come Here" cùng với DoK2, Masta Wu.
Tháng 12 năm 2014, Bobby đã tham gia 2014 Mnet Asian Music Awards và trình diễn các ca khúc của anh như "YGGR""Come Here", đồng thời anh cũng có sân khấu đặc biệt cùng Epik High trong "Born Hater". GQ Korea đã thêm tên anh vào danh sách "Người đàn ông của năm" năm 2014.
Thông qua chương trình "Mix and Match", Bobby được đã chọn để trở thành thành viên chính thức của iKON. Tất cả thành viên của iKON được công bố vào ngày 6 tháng 11 năm 2014.

## Đời tư
Ngày 20 tháng 8 năm 2021, Bobby thông báo anh sẽ đính hôn với bạn gái không phải là người nổi tiếng, và hai người đang chuẩn bị có với nhau đứa con đầu lòng vào tháng 9.

## Danh sách đĩa nhạc và chương trình tham gia

### Bài hát
| Năm  | Tiêu đề                                                                    | Xếp hạng | Kỹ thuật số |
| Năm  | Tiêu đề                                                                    | KOR      | Kỹ thuật số |
| ---- | -------------------------------------------------------------------------- | -------- | ----------- |
| 2014 | "L4L (Lookin' For Luv)" (featuring Dok2 and The Quiett)                    | 7        | 369,129+    |
| 2014 | "연결고리#힙합" (YGGR#hiphop)                                              | 4        | 732,755+    |
| 2014 | "가" (GO)                                                                  | 16       | 335,618+    |
| 2014 | "가드올리고 Bounce" (Raise Your Guard and Bounce)                          | 4        | 362,862+    |
| 2014 | "Born Hater" Epik High (featuring Beenzino, Verbal Jint, B.I, Mino, Bobby) | 3        | 639,994+    |
| 2014 | "I'm Different" Hi Suhyun (featuring Bobby)                                | 1        | 830,695+    |
| 2014 | "Come Here" Masta Wu (featuring Dok2 and Bobby)                            | 8        |             |
| 2016 | " HOLUP " Bobby                                                            | 2        |             |
| 2020 | "OK Man" Mino (featuring Bobby)                                            |          |             |

### Video nhạc
| Năm  | Tiêu đề                      | Ca sĩ                                      | Thời gian | Đăng bởi           |
| ---- | ---------------------------- | ------------------------------------------ | --------- | ------------------ |
| 2013 | "Ringa Linga"                | Taeyang                                    | 3:49      | Big Bang           |
| 2014 | "Wait For Me"                | Team B                                     | 3:51      | Mnet               |
| 2014 | "Born Hater"                 | Epik High, Beenzino, B.I, Minho cùng Bobby | 5:36      | Official Epik High |
| 2014 | "I'm Different"              | HI SUHYUN cùng Bobby                       | 3:36      | YG Entertainment   |
| 2014 | "Come Here"                  | Masta Wu cùng Bobby và Dok2                | 3:35      | YG Entertainment   |
| 2016 | "BOBBY - '꽐라(HOLUP!)' M/V" | BOBBY                                      | 3:35      | iKON               |
| 2015 | "Tell me one more time"      | Jinusean cùng Jang Hanna                   | 3:37      | YG Entertainment   |
| 2021 | "U mad"                      | Bobby                                      | 3:04      | iKON               |

### Album

###### Chương trình thực tế
| Năm  | Đài truyền hình | Tên                 | Ghi chú                                                                    |
| ---- | --------------- | ------------------- | -------------------------------------------------------------------------- |
| 2013 | Mnet            | Who is Next: WIN    | 10 tập, phát sóng ngày 23 tháng 8                                          |
| 2014 | Mnet            | Show Me the Money 3 | 10 tập, phát sóng ngày 3 tháng 7                                           |
| 2014 | Mnet            | MIX & MATCH         | 9 tập                                                                      |
| 2015 | SBS             | Running Man         | Tham gia cùng B.I, phát sóng ngày 20/12/2015 và 27/12/2015 (Tập 278 & 279) |
| 2015 | KBS             | Happy Together      | Tham gia cùng B.I và Dara, phát sóng ngày 24/12/2015 (Tập 429)             |